# Rozejm salonicki

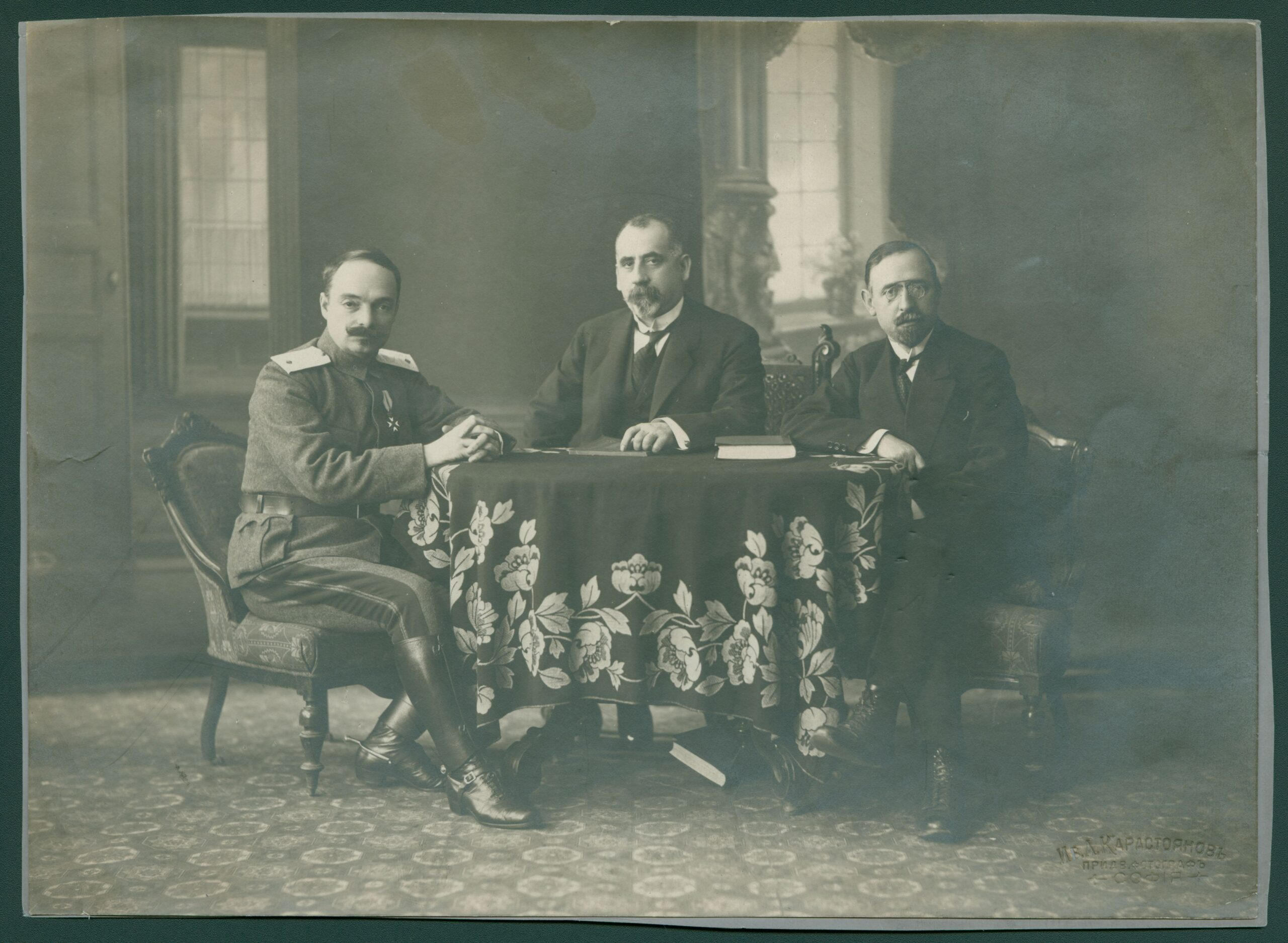
Delegacja bułgarska: Iwan Łukow, Andrej Lapczew i Simeon Radew.

Rozejm salonicki (ang. Armistice of Salonica, bugł. Солунско примирие) – rozejm na froncie salonickim zawarte 29 września 1918 w Salonikach, kończące udział Bułgarii w I wojnie światowej
Ze strony Ententy układ podpisał generał Louis Franchet d’Espérey, ze strony Bułgarii generał Iwan Łukow, minister finansów Andrej Lapczew i dyplomata Simeon Radew.
Bułgaria zobowiązana została do wycofania wojsk z okupowanych ziem Serbii i Grecji, zwrotu zdobycznego sprzętu oraz demobilizacji (pozostawiono 3 dywizje piechoty i 4 pułki jazdy). Siły niemieckie i austro-węgierskie miały opuścić Bułgarię w ciągu 4 tygodni. Jeńcy sprzymierzonych mieli być zwolnieni, bułgarscy zaś przejściowo zatrzymani przez sprzymierzonych do czasu zawarcia układu pokojowego, co nastąpiło w roku następnym w Neuilly.
Wkrótce zawieszenie broni podpisały pozostałe państwa centralne:
- rozejm w Mudros 30 października
- rozejm w Villa Giusti 3 listopada
- rozejm w Compiègne 11 listopada